# Real Club Deportivo de La Coruña 2014-2015
Questa voce raccoglie le informazioni riguardanti il Real Club Deportivo de La Coruña nelle competizioni ufficiali della stagione 2014-2015.

## Stagione
Campionato
Il Deportivo La Coruña partecipa per la 43ª volta nella sua storia alla massima serie del campionato di calcio spagnolo. Il club ha chiuso il campionato al sedicesimo posto con 35 punti avendo fatto 7 vittorie, 14 pareggi e 17 sconfitte.
Coppa del Re
In Coppa del Re la squadra è stata eliminata dalla competizione già ai sedicesimi di finale per mano del Málaga (pareggio 1-1 ad La Coruña nella gara di andata, vittoria del Málaga 4-1 al ritorno).